# Atletica leggera ai XVII Giochi del Mediterraneo - 110 metri ostacoli
Le gare di atletica leggera nella specialità dei 110 metri ostacoli maschili si sono tenute il 26 giugno 2013 al Nevin Yanıt Atletizm Kompleksi di Mersin.

## Calendario
Fuso orario EET (UTC+3).
| Data      | Ora   | Turno    |
| --------- | ----- | -------- |
| 26 giugno | 18:40 | Batterie |
| 26 giugno | 20:20 | Finale   |

## Risultati
I 9 atleti vengono inquadrati in due batterie rispettivamente da 5 e 4 ostacolisti ciascuna. Si qualificano alla finale i primi otto tempi.

### Batterie
| Pos. | Nome                    | Nazione | Tempo | Batt. | Corsia | Note |
| ---- | ----------------------- | ------- | ----- | ----- | ------ | ---- |
| 1    | Konstantinos Douvalidis | Grecia  | 13"52 | 1     | 3      | Q    |
| 2    | Thomas Martinot-Lagarde | Francia | 13"53 | 1     | 4      | Q    |
| 3    | Dimitri Bascou          | Francia | 13"78 | 2     | 5      | Q    |
| 4    | Jackson Quiñónez        | Spagna  | 13"99 | 1     | 6      | Q    |
| 5    | Othman Hadj Lazib       | Algeria | 14"10 | 2     | 4      | Q    |
| 6    | Ahmad Hazer             | Libano  | 14"19 | 1     | 2      | Q    |
| 7    | Mustafa Güneş           | Turchia | 14"23 | 1     | 5      | Q    |
| 8    | Milan Ristić            | Serbia  | 14"41 | 2     | 3      | Q    |
| 9    | Emanuele Abate          | Italia  | -     | 2     | 6      | DNS  |

### Finale
| Pos. | Atleta                  | Nazionalità | Tempo | Corsia | Note |
| ---- | ----------------------- | ----------- | ----- | ------ | ---- |
|      | Konstantinos Douvalidis | Grecia      | 13"45 | 6      |      |
|      | Thomas Martinot-Lagarde | Francia     | 13"48 | 5      |      |
|      | Othman Hadj Lazib       | Algeria     | 13"61 | 4      |      |
| 4    | Dimitri Bascou          | Francia     | 13"93 | 3      |      |
| 5    | Ahmad Hazer             | Libano      | 14"13 | 1      |      |
| 6    | Milan Ristić            | Serbia      | 14"13 | 7      |      |
| 7    | Mustafa Güneş           | Turchia     | 14"19 | 8      |      |
| 8    | Jackson Quiñónez        | Spagna      | -     | 2      | DNS  |